# Canadees curlingteam (gemengddubbel)
Het Canadese curlingteam vertegenwoordigt Canada in internationale curlingwedstrijden.

## Geschiedenis
Canada debuteerde op het wereldkampioenschap curling voor gemengddubbele landenteams van 2008 in het Finse Vierumäki. De Canadezen beëindigden het toernooi op een vijfde plaats. Een jaar later behaalde het Canadese team de bronzen medaille. Ondanks dat het land zich had aangemeld, ontbrak Canada op het WK van 2010. Het Canadese team raakte simpelweg niet in Rusland door de luchtvaartverstoringen ten gevolge van de vulkaanuitbarsting onder de Eyjafjallajökull. Sinds 2011 is het land wel steeds present geweest. In 2013 vond het WK voor het eerst in eigen land plaats, in Fredericton. In 2017 haalde Canada voor het eerst de finale, die evenwel verloren werd van Zwitserland. In 2018 werd een tweede bronzen medaille behaald, een jaar later ging Canada wederom met zilver naar huis, na verlies in de finale van Zweden.
In 2018 nam Canada deel aan het eerste olympische toernooi voor gemengddubbele landenteams. Canada werd vertegenwoordigd door Kaitlyn Lawes en John Morris. Het land wist vlot door te dringen naar de finale. Daarin werd Zwitserland met 10-3 opzij gezet. Hierdoor kroonde Canada zich tot allereerste olympische kampioen in het gemengddubbel. Vier jaar later eindigde Canada op de vijfde plek.

## Canada op de Olympische Spelen
| Jaar | Plaats | Team                        | WG | W | V | PV | PT |
| ---- | ------ | --------------------------- | -- | - | - | -- | -- |
| 2018 | 1      | Kaitlyn Lawes & John Morris | 9  | 8 | 1 | 70 | 33 |
| 2022 | 5      | Rachel Homan & John Morris  | 9  | 5 | 4 | 57 | 54 |

## Canada op het wereldkampioenschap
| Jaar | Plaats        | Team                                | WG            | W             | V             | PV            | PT            |
| ---- | ------------- | ----------------------------------- | ------------- | ------------- | ------------- | ------------- | ------------- |
| 2008 | 5             | Susan O'Connor & Dean Ross          | 10            | 7             | 3             | 88            | 61            |
| 2009 | 3             | Sean Grassie & Allison Nimik        | 10            | 9             | 1             | 74            | 47            |
| 2010 | Geen deelname | Geen deelname                       | Geen deelname | Geen deelname | Geen deelname | Geen deelname | Geen deelname |
| 2011 | 12            | Robert Campbell & Rebecca MacDonald | 9             | 5             | 4             | 55            | 49            |
| 2012 | 6             | Chantelle Eberle & Dean Hicke       | 9             | 8             | 1             | 67            | 38            |
| 2013 | 10            | Robert Desjardins & Isabelle Néron  | 8             | 4             | 4             | 56            | 47            |
| 2014 | 10            | Kim Tuck & Wayne Tuck jr.           | 9             | 7             | 2             | 71            | 49            |
| 2015 | 4             | Kalynn Park & Charley Thomas        | 12            | 9             | 3             | 100           | 56            |
| 2016 | 5             | Dustin Kalthoff & Marliese Kasner   | 10            | 9             | 1             | 65            | 14            |
| 2017 | 2             | Reid Carruthers & Joanne Courtney   | 11            | 8             | 3             | 61            | 32            |
| 2018 | 3             | Laura Crocker & Kirk Muyres         | 11            | 9             | 2             | 86            | 46            |
| 2019 | 2             | Brett Gallant & Jocelyn Peterman    | 11            | 9             | 2             | 101           | 43            |
| 2021 | 4             | Brad Gushue & Kerri Einarson        | 12            | 8             | 4             | 81            | 72            |
| 2022 | 5             | Brett Gallant & Jocelyn Peterman    | 10            | 8             | 2             | 80            | 38            |
| 2023 | 4             | Brent Laing & Jennifer Jones        | 10            | 8             | 2             | 76            | 56            |
| 2024 | 5             | Colton Lott & Kadriana Lott         | 10            | 8             | 2             | 87            | 40            |
| 2025 | 6             | Brett Gallant & Jocelyn Peterman    | 11            | 7             | 4             | 85            | 60            |

Australië · België · Brazilië · Bulgarije · Canada · China · Chinees Taipei · Denemarken · Duitsland · Engeland · Estland · Filipijnen · Finland · Frankrijk · Griekenland · Groot-Brittannië · Guyana · Hongarije · Hongkong · Ierland · India · Israël · Italië · Jamaica · Japan · Kazachstan · Kirgizië · Koeweit · Kosovo · Kroatië · Letland · Litouwen · Luxemburg · Mexico · Mongolië · Nederland · Nieuw-Zeeland · Nigeria · Noorwegen · Oekraïne · Oostenrijk · Polen · Portugal · Puerto Rico · Qatar · Roemenië · Rusland · Saoedi-Arabië · Schotland · Servië · Slovenië · Slowakije · Spanje · Thailand · Tsjechië · Turkije · Verenigde Staten · Wales · Wit-Rusland · Zuid-Korea · Zweden · Zwitserland